# 타인의 방
《타인의 방》은 최인호의 단편소설로 1971년 《문학과지성》봄호에 발표되었다. 도시의 일상생활에서 겪는 현대인의 소외와 현대인의 정신분열을 상징적으로 묘사한 작품이다. 이 소설은 초현실주의적 기법으로 현대인의 소외 의식을 묘사하고 있다.